# PlayStation Vita TV
PlayStation Vita TV（プレイステーション・ヴィータ ティーヴィー、略称: PS Vita TV）は、ソニー・コンピュータエンタテインメント（略: SCE）が2013年11月14日に発売した家庭用ゲーム機。海外名はPlayStation TV(プレイステーション　ティーヴィー）。

## 概要
据え置き型のPlayStation Vita (PS Vita) である。DUALSHOCK 3またはDUALSHOCK 4を繋ぐことで一部のPS Vita用タイトルなどに対応する。
欧米では「PlayStation TV」の名称で2014年に発売されたが、ハードウェア的には日本のPS Vita TVと同じとされている。
2016年2月末を持って日本国内外で出荷完了とし、発売から約2年3カ月での販売終了となった。SCEは出荷完了の理由について「PlayStation 4 (PS4) とPS Vitaの販売が好調となっており、一定の役割を果たした」としている。

## 背景
SCE社長アンドリュー・ハウスによれば、開発は2011年8月ごろから構想され、2012年9月ごろから実際に始まったという。日本ではストリーミングビデオ市場のデファクトスタンダードが存在していないため、スマートテレビ・セットトップボックスの方向を狙ったという。そして家族全員で楽しめるようにすることを考え、リビングルームで邪魔にならないよう本体を小さくし価格を一万円を切る安さにしたのだという。
一方で開発担当者は、PS Vita TVがセットトップボックスであるとは思っていないと語っており、ゲームの世界と既存のプラットフォームを拡大することを開発の狙いとして挙げている。また、狙っている客層が違うため、PlayStation 4 (PS4) とニーズを食い合うことはないとも語っている。本体サイズについては、テレビの横にPS4とPS Vita TVの二つの箱が存在する形は望ましくないため、テレビに溶け込んだ雰囲気を作りたかったのだという。また、PSP-2000のように機器の背中からケーブルが出てTVに繋がる状態がPS Vitaのようなモーションコントロールを使う機器にとって本当によいのか疑問があり、TV接続に対応しないPS Vita PCH-2000シリーズとTVに接続されるPS Vita TVに分けることになったのだという。

## ハードウェア
SoCの設計やメモリ容量はPS Vitaと同じである。PS Vitaとは効率のためなるべく共通性をもたせるよう設計されており、システムソフトウェアのアップデートもPS Vitaと同時に行われる。無線LANと有線LANを搭載する。
PS Vitaのゲームの中には一部、PS Vita TVに非対応のソフトも存在する。
BluetoothのHIDプロファイルに対応しているため、キーボードやマウスなどの入力デバイスも使用可能である。
通信カラオケにも対応している。マイクを使う場合はPS Vita TV内に一つだけ存在するUSBAポートを使用。DUALSHOCK 3、DUALSHOCK 4のペアリングにもこのUSB-AポートでコントローラーとPS Vita TV本体を有線接続させる必要がある。コントローラーの最大接続台数は四台である。
PS Vita TVにもPlayStation 3用ゲームなどのクラウドゲーミングサービス (PlayStation Now) が提供されたが、後に終了。
映像の外部出力は、PlayStation 3にあったコンポーネント端子が無くなり、HDMI端子のみとなった。なお、このHDMIにはHDCP（コピーガード）がある。

### 仕様諸元
| 型番               | VTE-1000 |
| 外形寸法           | 約65×105×13.6mm |
| 質量               | 約110g |
| 主な端子、スロット | - PS Vitaカードスロット - メモリーカードスロット - USB端子 (2.0 Type A) - HDMI出力端子 (HDMI-CEC) - LAN端子 (10BASE-T/100BASE-TX) |
| 無線通信           | - IEEE 802.11b/g/n (n=1×1)準拠（Wi-Fi認証） - Bluetooth 2.1＋EDR準拠 (A2DP,AVRCP,HSP,HID対応)                                     |
| 内蔵ストレージ     | メモリーカード1GB（メモリーカードスロットにメモリーカード追加時には使用不可）                                                     |
| 映像出力           | 720p/1080i/480p |
| 音声出力           | LPCM 2ch |
| 対応コントローラー | - SIXAXIS/DUALSHOCK 3/DUALSHOCK 4 ※同時利用は2つ - BDリモートコントローラー（認識設定時にデュアルショック型コントローラー要）     |
| リンク機能         | ブラビアリンク対応 |
| 電源               | ACアダプター DC5V |
| 消費電力           | 約2.8W |

### 制限事項
ソフトウェアやサービスの利用上、PS Vitaとは異なり下記のような制限がある。
動作アプリケーションの制限
SCE側でPS Vita TVにおける動作が確認できていないPS Vitaアプリケーションについては、インストールすることはできても、起動できないようにロックがかけられている。ロックがかけられているアプリケーションはタッチスクリーンやタッチパッドの機能が必須のものが多い。起動できないアプリケーションがインストールできる背景には、アップデートにより動作可能になる場合や、メモリカードをPS Vitaと使いまわす場合が想定されているためである。PS Vita用に提供されているPS/PSP互換タイトルについては、そのまま動作するものが多い。
リモートプレイの制限
PS Vitaに提供されているPS3のリモートプレイ機能が提供されていない。PS4のリモートプレイにはシステムソフトウェアver.3.15以降で対応した。
PSNの制限
PS VitaとPS Vita TVで同一のPSNアカウントに紐づけすることができるが、その場合には、PS VitaとPS Vita TVとで同時にPSNにログインすることはできない。例えば、PS Vitaでログイン後、PS Vita TVを使用しようとすると、自動ログインを有効にしていても、この排他制限により、PSNへのログインが要求されることがある。

## ラインナップ
日本での発売時には、本体のみの単体版とDUALSHOCK 3、メモリーカード8GBを同梱したセット版 (Value Pack) の二つのバージョンが販売された。
また、一部のゲーム作品発売記念として、オリジナルグッズが特典として付属した刻印モデルがソニーストア限定で販売された。
VTE-1000 AB01
PS Vita TV本体単体、2013年11月14日発売、発売当時の価格は9,480円（税抜）。2016年2月に出荷完了。
VTE-1000 AA01（バリューパック）
PS Vita TV本体、 8GBメモリカード、DUALSHOCK 3、USBケーブル付属、2013年11月14日発売、発売当時の価格は14,280円（税抜）。2015年10月に出荷完了。

### 各国の発売日
| 国・地域        | 発売日         |
| --------------- | -------------- |
| 日本            | 2013年11月14日 |
| 韓国            | 2014年1月16日  |
| 北米            | 2014年10月14日 |
| 欧州            | 2014年11月14日 |
| オーストラリア  | 2014年11月14日 |
| 東南アジア5か国 | 2014年1月16 日 |
| セーシェル      | 2015年3月14日  |

## 周辺機器・アクセサリー

### 純正
| 型番        | 名称                                   | 備考                                               |
| ----------- | -------------------------------------- | -------------------------------------------------- |
| PCH-Z041J   | メモリーカード 4GB                     |                                                    |
| PCH-Z081J   | メモリーカード 8GB                     |                                                    |
| PCH-Z161J   | メモリーカード 16GB                    |                                                    |
| PCH-Z321J   | メモリーカード 32GB                    |                                                    |
| PCH-Z641J   | メモリーカード 64GB                    |                                                    |
| PDEL-100    | ACアダプタ                             | 本体同梱。                                         |
| CECH-ZC1J   | ワイヤレスコントローラ (SIXAXIS)       | PS3のコントローラ。振動機能なし。                  |
| CECH-ZC2J   | ワイヤレスコントローラ (DUALSHOCK 3)   | PS3のコントローラ。振動機能付き。                  |
| CECH-ZKB1JP | ワイヤレスキーボード                   |                                                    |
| CECH-ZRC1J  | BDリモートコントローラ                 | 単三乾電池2本必要。                                |
| CEJH-15012  | ワイヤレスヘッドセット                 |                                                    |
| CEJH-15014  | HDMIケーブル 2.0m                      | 本体同梱。                                         |
| CUH-ZCT1J   | ワイヤレスコントローラ (DUALSHOCK 4)   | PS4のコントローラ。Bluetooth接続のみ対応。         |
| CUH-ZCT2J   | ワイヤレスコントローラ (DUALSHOCK 4)   | PS4のコントローラ。Bluetooth接続、有線接続に対応。 |
|             | 電源コード                             | 本体同梱。                                         |
|             | USBケーブル 1.5m                       | Mini B端子のUSBケーブル。バリューパックに付属。    |
|             | USBケーブル 1.5m                       | Micro B端子のUSBケーブル。PS4に付属。              |
| ECM-PCV80U  | エレクトレットコンデンサーマイクロホン | JOYSOUND.TV Plus等で使用可能なマイク。             |

## ソフトウェア
| 発売           | タイトル                  | 発売元メーカー                         | 販売 方式 | 備考                   |
| -------------- | ------------------------- | -------------------------------------- | --------- | ---------------------- |
| 2013年11月14日 | スカパー!オンデマンド     | ソニー・コンピュータエンタテインメント | 基本無料  | 有料サービス、配信終了 |
| 2013年11月14日 | TSUTAYA TV                | ソニー・コンピュータエンタテインメント | 基本無料  | 有料サービス、配信終了 |
| 2013年11月14日 | torne PlayStation Vita TV | ソニー・コンピュータエンタテインメント |           | 要nasne                |

### 補足
1. ↑  現社名はソニー・インタラクティブエンタテインメント（略: SIE）。
2. ↑  タッチ操作が必要なソフトなどが未対応となっているが、タッチパッドを採用しているDUALSHOCK 4にも対応する[4]。なお、DUALSHOCK 3でのタッチやフリック操作はタッチポインター機能を利用する[5]。
3. ↑  日本における「PlayStation TV」は2006年10月[8]から2014年の5月[9]まで、PS3本体、コントローラおよびHDモニタを搭載した店頭試遊台の名称として使用されていた。